# 联邦警察 (巴西)

巴西联邦警察

巴西联邦警察（葡萄牙語：Polícia Federal），是巴西联邦共和国三大警察部队之一，與其他两支警察部队（联邦高速公路警察、联邦铁路警察）完全分离，互不干涉隶属。巴西联邦警察在1944年到1967年曾命名为「联邦公共安全部」（葡萄牙語：Departamento Federal de Segurança Pública），目前由联邦司法部（Ministry of Justice）管辖。
联邦警察的职能和任务十分多样化，包括调查处理有组织犯罪、追踪毒品交易、反恐、处理网络犯罪、反洗黑錢以及边境和海事巡逻等。